# 原田多美子
原田 多美子（はらだ たみこ、1970年8月27日 - ）は、九州地方で活動するフリーアナウンサー。北海道生まれ。日本大学芸術学部卒。
1993年から1999年まで大分朝日放送報道制作部に在籍。退社後は北京に語学留学。帰国後、フリーアナウンサーとしてFM大分のDJなどを経て、2002年から2004年まで夫の海外勤務によりドミニカ共和国に滞在。帰国後はアナウンサー活動の傍ら、ドミニカ共和国関連の書籍を出版するなど多方面で活躍。

2008年2月10日に第一子を出産した(2008年2月21日更新分)

## 現在の出演番組
- れじゃぐる2（大分朝日放送、土曜12:00～13:00）
- アサデス。九州・山口（KBCテレビ、不定期出演）
- Drive feel it!（FM大分、木曜15:00～15:30）

## 過去の出演番組
- おおいた元気風(大分朝日放送）
- OABプライムニュース(大分朝日放送）
- おとや楽々堂（大分朝日放送）
- 原田多美子の若いってナイス（OBSラジオ）
- レディオ・パラダイス（FM大分）
- クリック・ザ・リクエスト（FM大分）
- れじゃぐるテレビ（大分朝日放送）